# Автовіа A-1
Автовіа A-1 або A-1 (баскською Iparraldeko Autobia)  — іспанська радіальна магістраль, яка з’єднує Мадрид із Бургосом, Віторією та Сан-Себастьяном, де з’єднується з платною автострадою AP-1/АP-8 у напрямку Іруна, і кордон з Францією на мосту Біріату через річку Бідасоа. Він становить одну з головних комунікаційних осей центру з північчю країни, а також з рештою Європи.
Він був повністю побудований протягом 1960-х, 70-х, 80-х і 90-х років, розгортаючи старий NI, створюючи варіанти навколо міст, через які він проходив. Слід зазначити, що це одна з небагатьох магістралей, яка перетинає басейни річок Тежу, Дуеро і Ебро, а також Кантабрійські долини. Вона вільна для руху, за винятком між Сан-Себастьяном і Іруном, де є платні дороги та двічі називаються AP-1 і AP-8, оскільки вони спільні з Кантабрійським шосе. Ділянка між Бургосом і Арміньйоном також належала до плати за проїзд, поки в 2018 році уряд Педро Санчеса не включив її до безкоштовної громадської інфраструктури мережі державних автомобільних доріг. 

## Історія

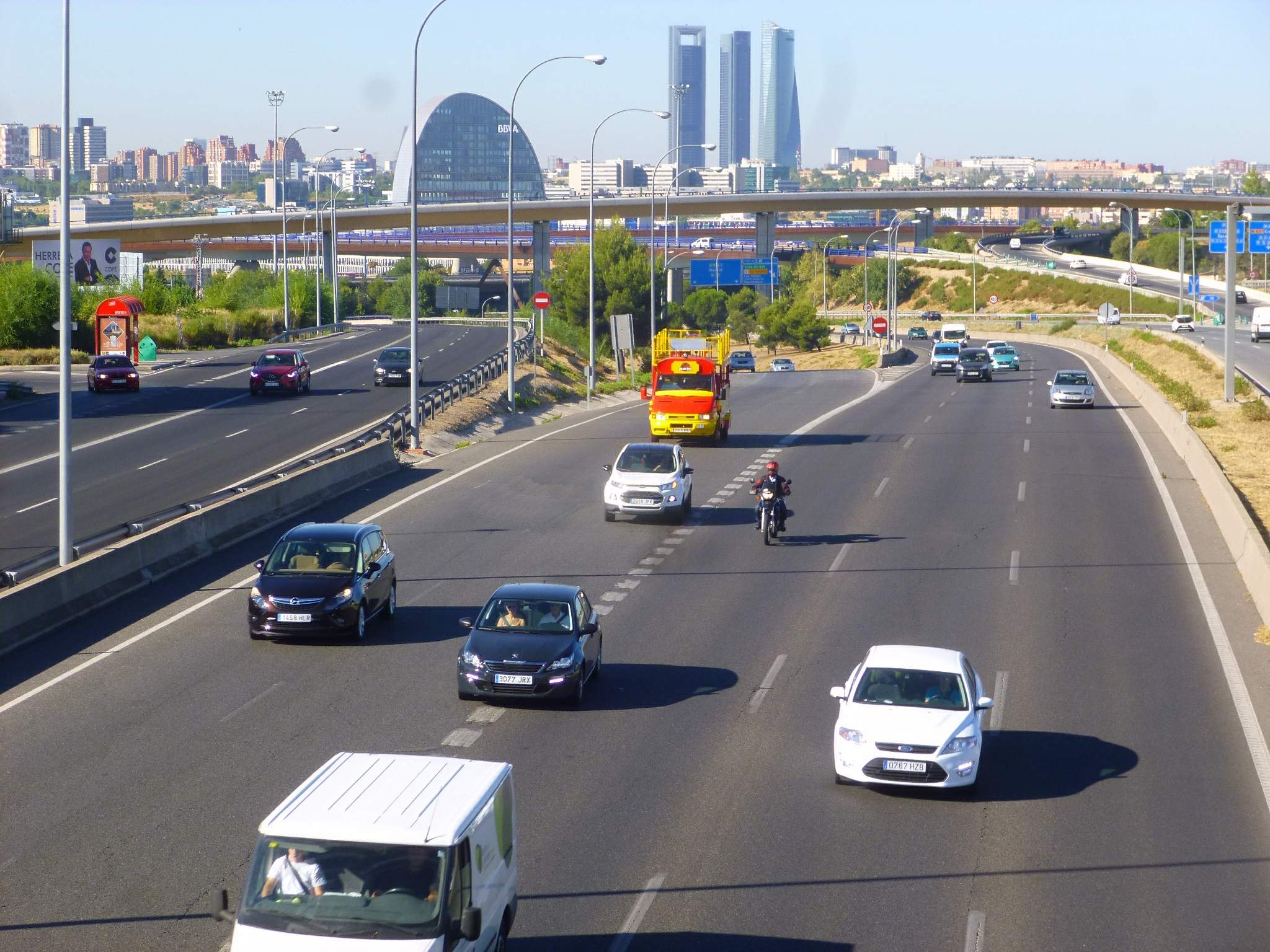
A-1 на висоті району Ла Моралеха в Алькобендасі, Мадрид

A-1 є результатом розгортання старої N-I або будівництва нових ділянок у деяких місцях, де зберігається стара національна магістраль, паралельна шосе. N-I почала будуватись в 1960-х роках, спочатку на ділянці між Мадридом і Сан-Агустін-дель-Гвадалікс. Між 1980-ми та 1990-ми роками ділянку між останнім і Бургосом подвоїли смуги, за винятком ділянки, яка проходить через порт Сомосьєрра, де збереглася початкова дорога, а на її місці була побудована подвійна проїзна дорога через тунель, відомий як тунель Сомосьєрра, який був завершений у 1992 році. Ділянки в Країні Басків також були побудовані протягом 1970-х, 80-х і 90-х років, за винятком ділянки Альцасау — Ідіасабель, яка була завершена в 2003 році.

## Характеристики
Першою ділянкою, яка була відкрита для руху на A-1, була ділянка від Мадрида до Вентуради, а пізніше ділянка від Вентуради до Санто-Томе-дель-Пуерто. Пізніше було побудовано шлях від Санто-Томе до Аранда-де-Дуеро (Бургос) і від Лерми до Бургоса.
З листопада 2018 року ділянка AP-1 між Бургосом і Арміньйоном є безкоштовною. Уряд Педро Санчеса з PSOE вирішив не продовжувати концесію та включити її в безкоштовну мережу, щоб відтоді автомагістраль безперервно проходила від Мадрида до Сан-Себастьяна.